# Elbert County, Colorado
Elbert County är ett administrativt område i delstaten Colorado, USA, med 23 086 invånare. Den administrativa huvudorten (county seat) är Kiowa. 

## Geografi
Enligt United States Census Bureau så har countyt en total area på 4 794 km². 4 794 km² av den arean är land och 0 km² är vatten. 

### Angränsande countyn
- Arapahoe County, Colorado - nord
- Lincoln County, Colorado - öst
- El Paso County, Colorado - syd
- Douglas County, Colorado - väst